# (315046) Gianniferrari
(315046) Gianniferrari est un astéroïde de la ceinture principale.

## Description
(315046) Gianniferrari est un astéroïde de la ceinture principale. Il fut découvert le 13 février 2007 à San Marcello Pistoiese par Luciano Tesi et Giancarlo Fagioli. Il présente une orbite caractérisée par un demi-grand axe de 2,73 UA, une excentricité de 0,05 et une inclinaison de 14,3° par rapport à l'écliptique.